# Unmögliche Liebe
Unmögliche Liebe (Alternativtitel: Vera Holgk und ihre Töchter) ist ein deutscher Spielfilm aus dem Jahre 1932. Unter der Regie von Erich Waschneck spielt Asta Nielsen die Hauptrolle.

## Handlung
Vera Holgk ist infolge der Oktoberrevolution mit ihrem Ehemann, einem russischen Offizier, nach Berlin gekommen. Mittlerweile verwitwet, hat sie zwei junge aber bereits erwachsene Töchter: Nora und Toni. Um die kleine Familie durchzubringen, hat sie sich mit viel Fleiß als Bildhauerin durchgesetzt und eine Stelle in einer Porzellanmanufaktur gefunden. Auf einer gesellschaftlichen Veranstaltung lernt Vera eines Tages den jungen Kollegen Professor Steinkampp kennen. In ihr erwachen Gefühle, die sie seit dem frühen Tode ihres Mannes verschüttet glaubte. Sie empfindet zu dem jungen Künstler eine tiefe, innere Bindung, die weit über das Mütterliche hinausgeht und sie wieder ganz Frau werden lässt. Um keine Disharmonie in ihrem Verhältnis zu ihren Töchtern aufkommen zu lassen, verschweigt Vera zunächst ihre neue Bekanntschaft.
Professor Steinkampp scheint ihre Gefühle zu erwidern. Er bietet ihr sogar sein Atelier an, als Vera an einem Bildhauerwettbewerb teilnehmen will. Nora und Toni bekommen die Veränderungen ihrer Mutter mit und spüren, dass beider Bindung zu ihr loser zu werden droht. Doch auch die jungen Frauen beginnen sich allmählich zu emanzipieren, sich von ihrer Mutter abzunabeln und ihren eigenen Weg zu gehen. Während Nora den Diplomaten von Möllenhof kennen- und liebengelernt hat, ist Toni mit dem Fotografen Erwin Hammer verbandelt. Dieser wiederum träumt von einer Karriere als Bildberichterstatter, die ihn im Idealfall rund um den Globus führen soll.
Vera Holgk gewinnt tatsächlich den Wettbewerb, deren Teilnahme sie bislang ihren Töchtern verschwiegen hat. Sie erzählt beiden davon, verschweigt aber weiterhin die sich anbahnende Romanze mit Steinkampp. Durch einen Zufall in Form eines Zeitungsartikels erfahren Veras Töchter nun von dieser Liaison. Nora ist darüber schockiert, dass ihre Mutter offensichtlich ihren zweiten Frühling erlebt, und verlässt das elterliche Haus. Toni hingegen stellt sich auf die Seite ihrer Mutter und versucht ihr zu helfen, in dem sie mehr über Steinkampp herausfindet. Er ist verheiratet! Bei dessen Gattin handelt es sich um eine in eine Nervenheilanstalt eingewiesene Frau. Vera entscheidet, sich in der Klinik ihr eigenes Bild von der Unbekannten zu machen. Diese scheint sich in ihrer trostlosen Existenz vor allem an die Liebe ihres Gatten zu klammern, die ihr Halt und Hoffnung gibt. Vera Holgk beschließt daraufhin, desillusioniert und zutiefst traurig, in ihr altes Leben zurückzukehren.

## Produktionsnotizen
Der nach der gleichnamigen Romanvorlage von Alfred Schirokauer gestaltete Film wurde auch unter dem Titel Vera Holgk und ihre Töchter gezeigt. Die Dreharbeiten begannen am 23. November 1932 und endeten im darauffolgenden Monat. Bereits exakt einen Monat nach Drehbeginn, am 23. Dezember 1932, wurde Unmögliche Liebe uraufgeführt. In dem kommenden halben Jahr lief der Film auch in Österreich, Dänemark, Schweden und Frankreich an.
Unmögliche Liebe war der erste und zugleich einzige Tonspielfilm Asta Nielsens. Vier Jahre später kehrte sie aus Deutschland für immer in ihre dänische Heimat zurück.
Der Film erhielt das Prädikat „Künstlerisch“ und wurde mit Jugendverbot belegt.
Hans Jacoby entwarf die Filmbauten. Ernst Wilhelm Fiedler diente Kameramann Bruno Mondi als Assistent.
Nach 1945 wurde Unmögliche Liebe nicht mehr gezeigt.

## Kritiken
„So groß ist ihre Kunst, dass sie sich in einer veränderten Zeit ungemindert behauptet. Nicht zuletzt dank der Stimme, deren schmiegsame Herbheit sich den verschiedenen Situationen leicht anpasst und mit dem Gesamtspiel wie selbstverständlich zusammenwächst. Gerade das Ineinander von Sprache und Mimik ist Frau Nielsen wunderbar gelungen. Sie lässt dem stummen Auftritt viel Raum; so dass die Aussage nicht eigentlich durch die Gebärde unterstützt wird, sondern dieser jeweils das Wort entspringt. Noch kaum je ist die Sprache so filmgerecht eingesetzt worden.“

„Hier mußte die dänische Virtuosin der Schauspielkunst sprechen wie eine Frau ‚zwischen zwei Altern‘, wie eine Mutter zweier erwachsener Töchter (Ery Bos und Ellen Schwanneke), wie eine kapriziöse Dame, die nicht resignieren, sondern am Leben mit Recht noch stark Anteil haben will. Die Frau ‚vor Sonnenuntergang‘! Sie spricht für den Tonfilm mühelos, aber ihre Hände, ihre Augen, ihre Seele sprechen doch noch klarer und deutlicher als ihre Lippen. Erich Waschneck hat uns die Nielsen neu entdeckt.“